# Мохаммад-Алі-Юрді
Мохаммад-Алі-Юрді (перс. محمدعلي يوردي) — село в Ірані, у дегестані Хавік, у бахші Хавік, шагрестані Талеш остану Ґілян. У переписі 2006 року вказане як окремий населений пункт, але без відомостей про чисельність населення.